# Hallingdalselven
Hallingdalselven, eller Hallingdalselve (officiel skriveform), er en norsk flod med en længde på 220 km og et afvandingsområde på 4.587 km². Den er hovedfloden i Hallingdalsvassdraget .
Floden har sit udspring på Hardangervidda. Usta fra Ustevatn og Holselva fra Strandavatnet løber sammen lidt nord for Strandfjorden. Efter Strandfjorden går den nordøstover til Gol, hvor den svinger mod sydøst og løber gennem Hallingdal. Syd for Nesbyen har den nogle af sine bredeste steder som f.eks Brommafjorden. Hallingdalselven løber ude i Krøderen ved Gulsvik. Fra Krødern skifter den navn og kaldes Snarumselven. Denne løber sammen med Drammenselven før den løber i havet ved Drammen.
En række floder munder ud i Hallingdalselven. Nogle af disse er Votna, Lya, Hemsil, Todøla og Rukkedøla. Ovenfor Gol har floden et stærkt fald, og Oslo kommune ejer en række vandkraftværker som udnytter disse fald. For at undgå at dele af floden ligger tørlagt, er der bygget mange reservoirer. 